# Пиратская партия Сербии
Пиратское движение (серб. Удружење Пирати) — незарегистрированная политическая партия в Сербии. Главной целью партии является отмена преследования на основе нарушения авторского права, реформа законодательства об интеллектуальной собственности, защита свободу слова, сохранение и продвижение сетевого нейтралитета и конфиденциальности данных, ввод ликвидной демократии и защита личной конфиденциальности как основы суверенитета граждан. 22 января 2022 года ППС была принята в качестве наблюдателя в Европейскую пиратскую партию.

## История
Пиратская партия Сербии была основана 2 февраля 2008 года как политическая фракция в Сербии, основанная на модели шведской Пиратской партии. Она также является одним из 22 членов-учредителей Пиратского интернационала.

### Пиратское движение
Пиратское движение (серб. Пиратски Покрет) — неправительственная организация, зарегистрированная 21 сентября 2012 года, основанная большинством членов «Core Team» Пиратской партии.
Формирование движения последовало за разногласиями по поводу поддержки ЛГБТ-парада в Белграде 2012 года. Лидер Пиратской партии Александр Благоевич поддержал проведение парада от имени Пиратской партии, не консультируясь с членами, в результате чего 6 из 8 членов форума и Core Team проголосовали против явной поддержки парада гордости. Благоевич утверждал, что голосование против поддержки ЛГБТ-парада противоречило принципам партии, которые включали права человека (и, по его собственному мнению, однополые браки).
Разногласия стали причиной захвата сайтов и блокировки списков рассылки. Вследствии их же, существовали два отдельных сайта и веб-форума партии. Благоевич заблокировал доступ к сайту и списку рассылки, неофициально исключив большинство членов Core Team, называя членов Пиратской партии «консервативными правыми» и «нетерпимыми к меньшинствам». Пиратское движение представило свое собственное объяснение событий, обвинив Благоевича в деспотизме, лжи, угрозах, блокировке и подрыве процесса принятия решений.

## Внешние ссылки
- Пиратское движение Сербии - официальный сайт (учетная запись приостановлена)